# Князівські двори домонгольського Києва

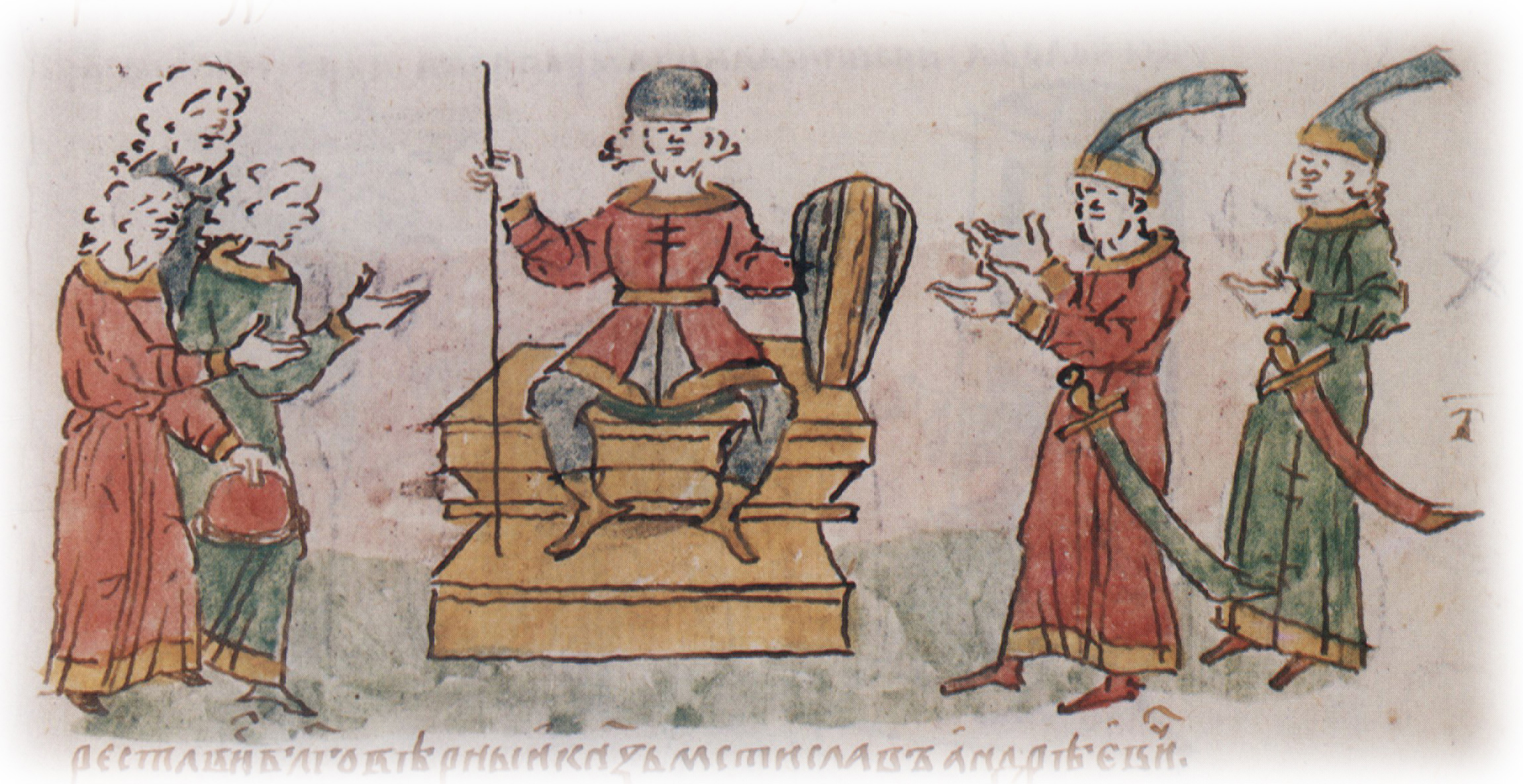
Київський князь на престолі (мініатюра Радзивіллівського літопису).

Князі Київської Русі мали низку резиденцій (дворів) на території своєї столиці — міста Києва. Князівський двір був не тільки місцем проживання князя та його близьких, але і місцем зосередження князівської влади. У цій статті описані відомі з письмових джерел та, частково, з археологічних досліджень, князівські двори домонгольского Києва.
В перелік князівських дворів включені також: двір Кия — хоча частина істориків вважають його легендарним вигаданим персонажем, інші допускають існування такого князя полян, та двір Аскольда і Діра — Повість временних літ не називає їх князями, а лише вказує, що вони «княжат» (тобто правлять), а Олег, звертаючись до них, прямо говорить: «Ви оба не є ні князі, ні роду княжого.».

## Двір Кия
Згідно з Повістю временних літ, Кий прийшовши з братами та сестрою на дніпровські пагорби, оселився «на горі, де нині увоз Борічев». Позаяк існують різні версії розташування Боричевого узвозу, відповідно висувались різні гіпотези щодо розташування двору та поселення Кия. У 19 столітті історики зазвичай розташовували Боричев узвіз по трасі Михайловського фунікулеру. Відповідно двір Кия повинен був знаходитись десь біля його верхньої станції (район будівлі Міністерства закордонних справ). Натомість, М. І. Петров ототожнив Борічев узвіз з Андріївським узвозом. Ця версія (з зауваженнями) згодом була підтримана Д. І. Бліфельдом і академіком Б. О. Рибаковим. Поселення Кия Б. О. Рибаков локалізовував на Замковій горі. Додатковими аргументами на користь цієї версії, були знахідки давньослов'янської кераміки на горі, та ріка Киянка, що колись протікала під її схилами — на думку Рибакова ця назва була дана ріці саме на честь Кия (хоча в джерелах вона фіксується досить пізно). С. Климовський, взявши за основу розташування Боричевого узвозу за М. Ю. Брайчевським — верхня частину узвозу огинає Андріївську церкву нижче по схилу, потім йде по терасі в напрямку Дніпра, де повертає ліворуч до берегової лінії — помістив двір Кия на Уздихальниці. Слідами цього двору він вважає залишки двох жилих споруд та давньослов'янську кераміку 9 століття, знайденими В. М. Даниленком у 1969 році.

## Двір Аскольда і Діра

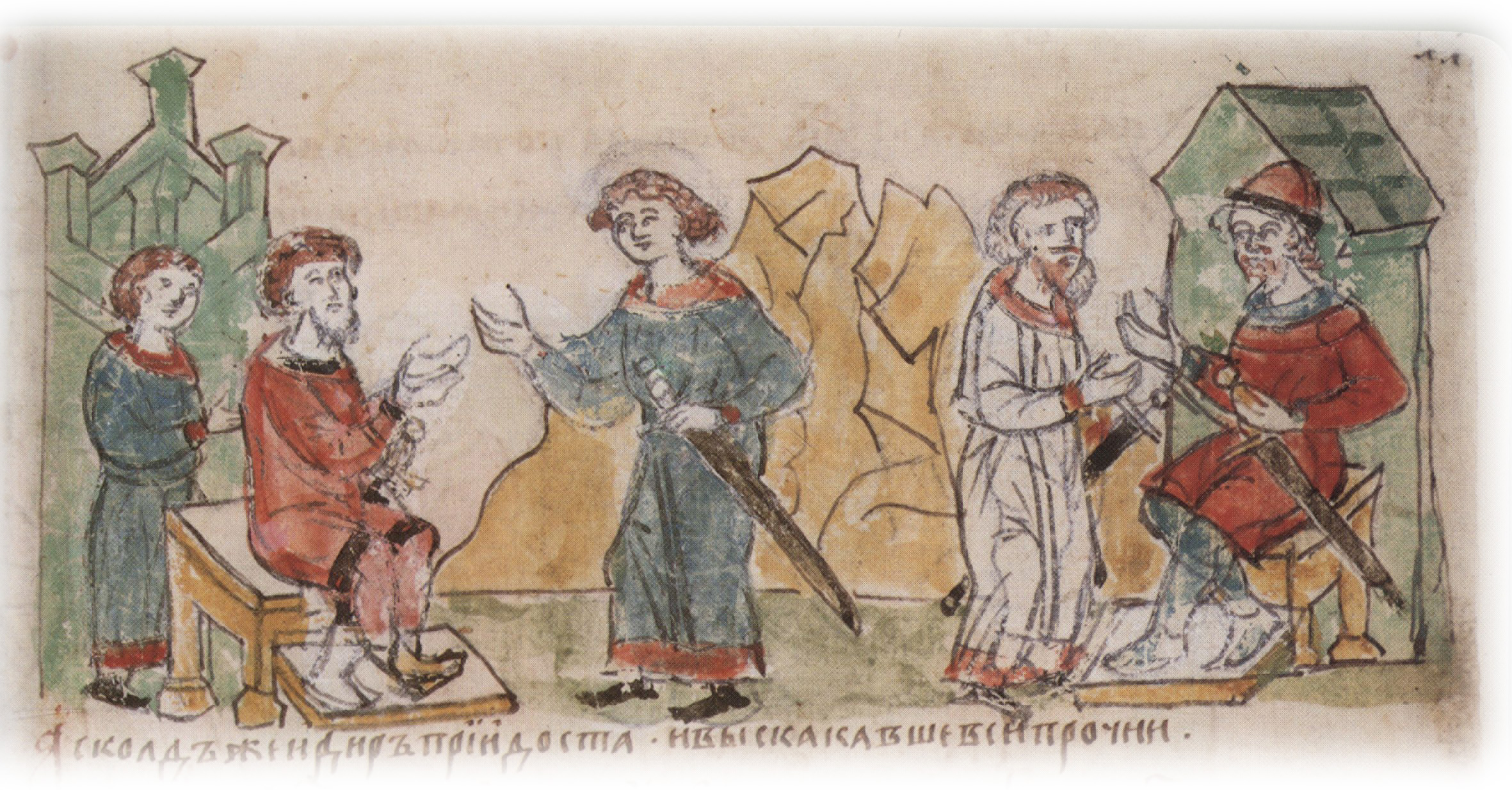
Аскольд і Дір княжать у Києві (мініатюра Радзивіллівського літопису).

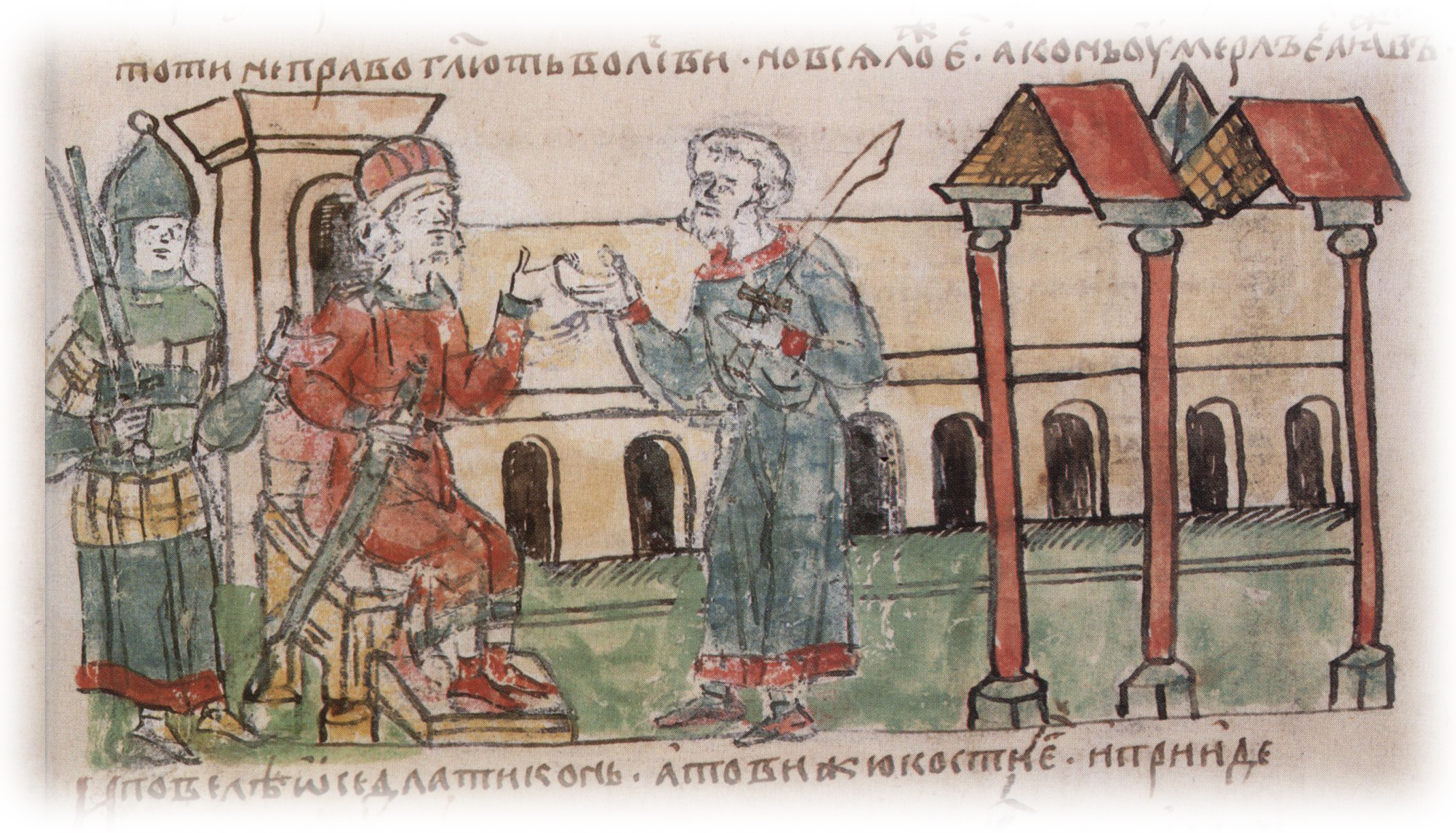
Олег на своєму дворі (мініатюра Радзивіллівського літопису).

Прямою мовою двір Аскольда і Діра в Повісті временних літ не згаданий, але дослідники впевнено розміщують його в урочищі Угорське — орієнтуючись на те, що Аскольд був похований саме у ньому. Поселення Аскольда і Діра в цьому місці — на високому березі Дніпра, пояснюється необхідністю контролю за судноплавством. Купці, що не бажали платити пошлину за прохід, завжди мали можливість пройти вздовж лівого берега Десенкою (Чорториєм). Двір в Угорському, навпроти південного кінця Труханового острова, де Десенка зливається з руслом Дніпра, дозволяв перехоплювати таких порушників. С. Климовський наступним чином відтворює структуру поселення Аскольда, Діра та їх дружини: власне поселення розташовувалось на терасах правого берега, навпроти, на південному кінці Труханового острова, розташовувався пост, що контролював Десенку. У разі потреби з основного поселення завжди могли надіслати допомогу на Труханів. Щоб поселення, розташоване на терасах, не можна було б обстрілювати зверху, на самому верху гори були збудовані укріплення. За думкою С. Климовського, Угорське, зі своїм князівським двором, з 859 по 903 виконувало функцію містоутворювального ядра Києва, при чому в 882 році, після вбивства Аскольда і Діра, в ньому оселився Олег.

## Двори Ольги

### В джерелах

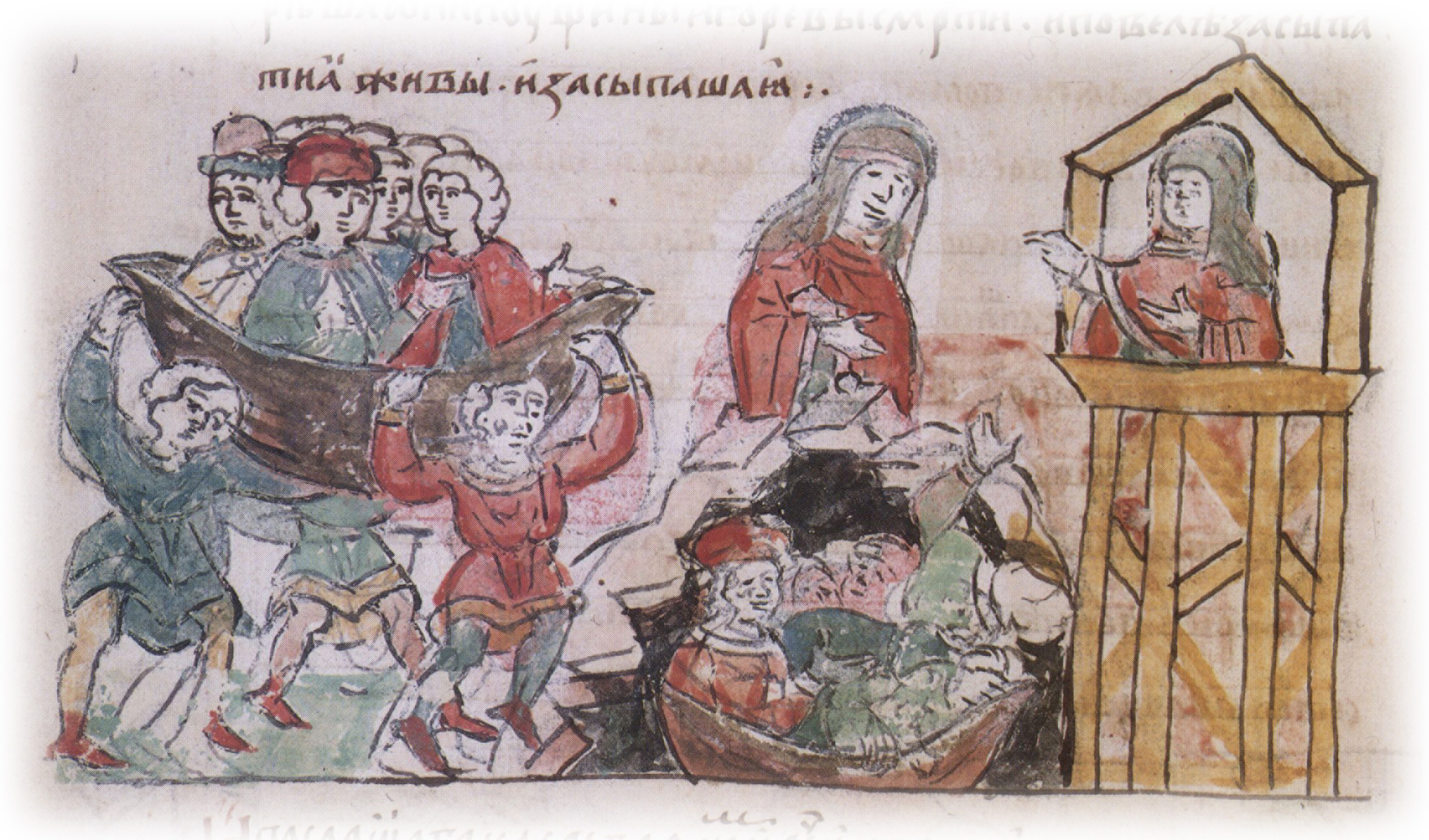
Ольга споглядає зі свого терема, як древлянських послів кидають у яму (мініатюра Радзивіллівського літопису).

Перша письмова згадка про князівські двори в Києві припадає на 945 рік. Описуючи події пов'язані з помстою княгині Ольги древлянам, літописець у Повісті временних літ, дає опис тодішнього Києва і двох княжих дворів в ньому — двора «у городі» (д.-рус. в городѣ) і двора «поза городом» (внѣ города) та, можливо, ще третього двору («теремного»). Згідно з цим описом, «город» (тобто простір обмежений валами та ровами) займав відносно невелику площу — у часи літописця (кінець 11 — початок 12 століть) її займали лише чотири боярських двора, на місці двох з них знаходився у 945 князівський двір «у городі». Двір «поза городом» (за межами валів) — «за святою Богородицею, де нині двір деместіков». Частина дослідників (М. І. Петров, В. Богусевич, С. І. Климовський) бачить у літописному повідомленні також ще третій двір — «двір теремний, бо бе терем камен». Інші дослідники (М. К. Каргер, Л. Є. Махновець) сприймали ці слова, як продовження опису другого двору. Таким чином за думкою одних дослідників другий (і останній) двір був теремним, мав кам'яний терем та розташовувався «за святою Богородицею, де нині двір деместіков», а за думкою інших — окрім другого двору «за святою Богородицею», був ще теремний двір з кам'яним теремом, який знаходився у невідомому місці, позаяк літописець не дає ніяких орієнтирів щодо цього, гіпотетичного, третього двору. З літописного тексту також випливає, що оскільки другий (або третій) двір був кам'яним, то відповідно перший (або перший і другий), був (були) дерев'яним (дерев'яними).

### Розташування

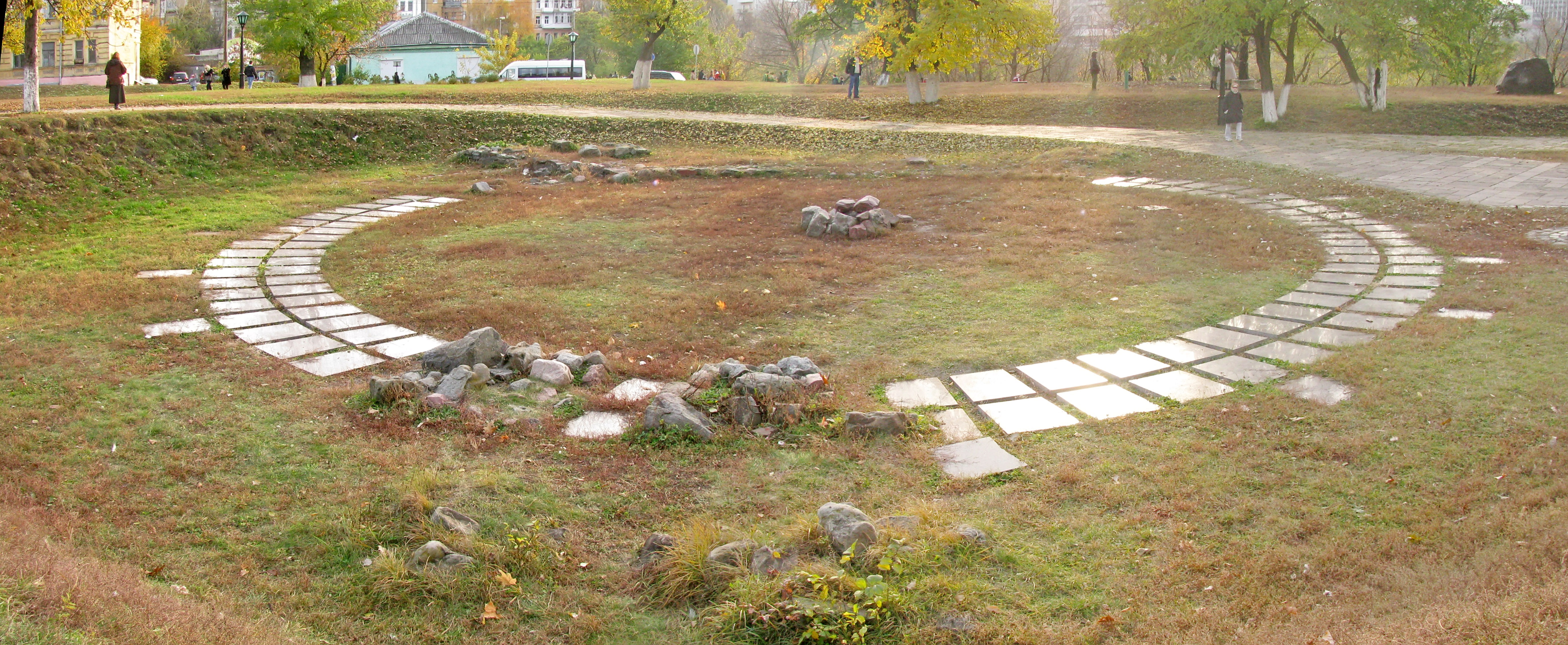
Позначення фундаментів так званого «палацу Ольги» на Старокиївський горі.

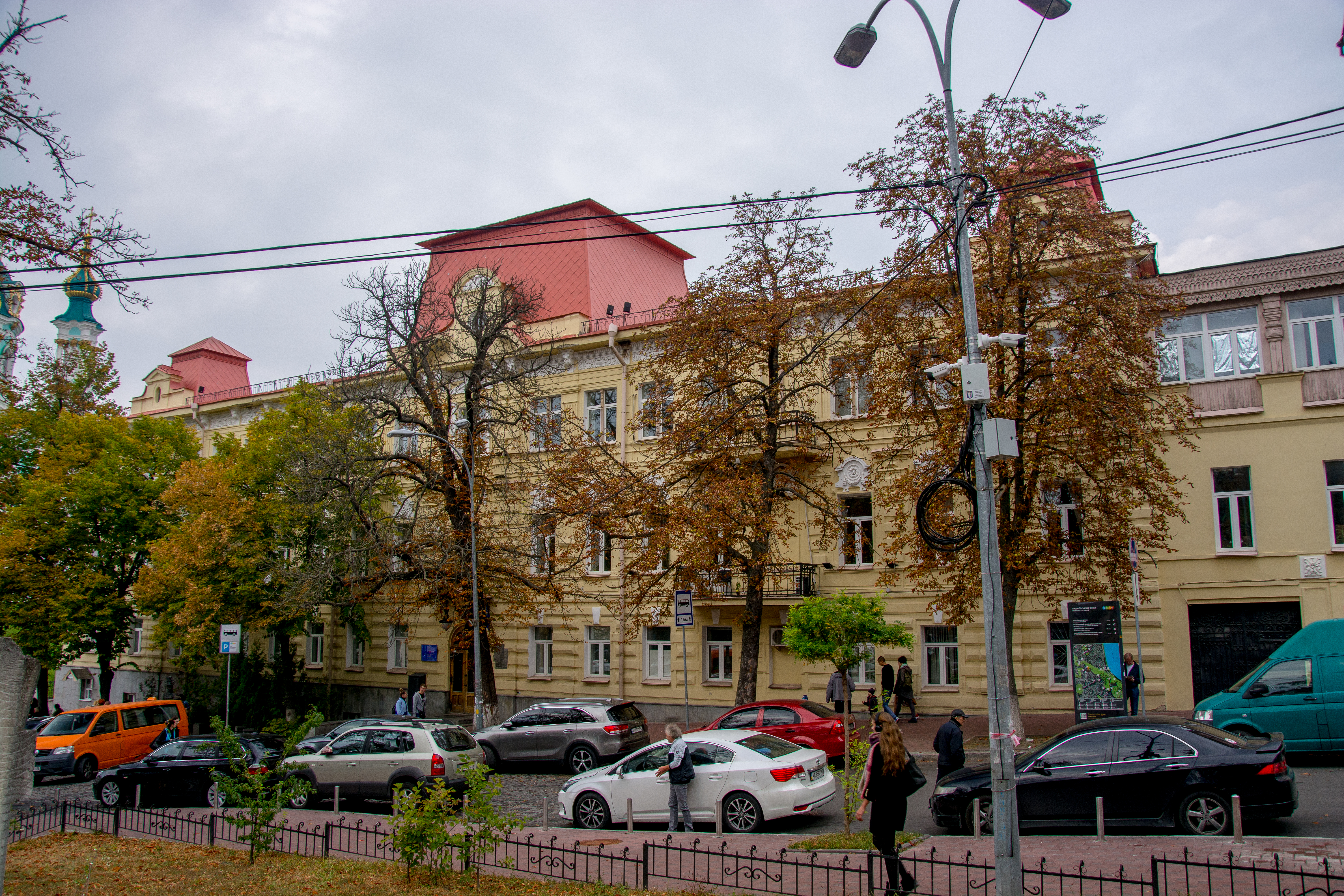
Будинок по вул. Десятинній, 14, якій можливо стоить на місці колишнього теремного двору Ольги.

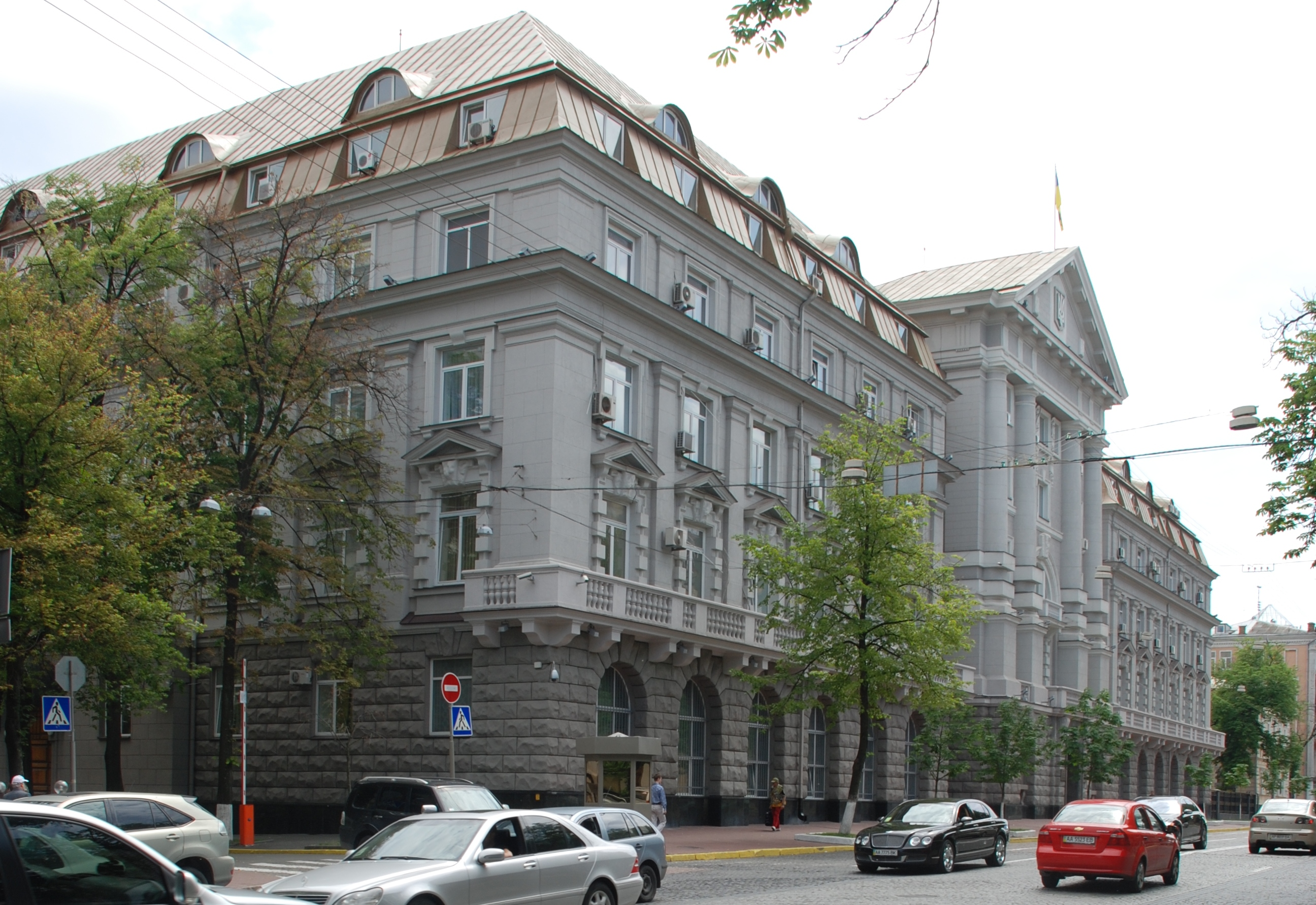
Будівля СБУ по Володимирський, 33, в садибі якої, на думку Л. Махновця, розташовувався теремний двір.

#### Двір «у городі»
За думкою М. В. Закревського княжий двір у городі знаходився поблизу Трьохсвятительської церкви. Пізніше він послідовно перебудовувався в Великий Ярославів двір, а потім і в Новий. Схожий погляд мав В. А. Богусевич, з тією тільки різницею, що він бачив біля Трьохсвятительської церкви теремний двір («третій» двір за Богусевичем), та вказував на значне його розширення при Ярославі в південно-західному напрямку. За думкою М. І. Петрова княжий двір «у городі» був на південь від Андріївської церкви, північніше від нього розміщувався теремний («третій») двір.
«Град» літописної статті 945 року сучасна історична наука ототожнює з так званим «городищем Кия» — найдавнішім київським укріпленням, що знаходиться в північно-західній частині Старокиївської гори, поблизу Національного музею історії України. Рів та вал цього городища реконструйовані археологами на рівні сучасної поверхні до святкування 1500-річчя Києва в 1982 році, що дає можливість отримати наочне уявлення щодо його розмірів та меж. Саме в цих межах повинен був знаходитись княжий двір «у граді». Деякий час з цим двором ототожнювались фундаменти споруди знайденої археологами в 1970—1971 в західній частині городища (так званий «палац княгині Ольги», «ротонда»
, але критичне переосмислення результатів знахідок на початку 21 століття, привело дослідників — Д. Йолшина та О. Комара, до висновку, що ці залишки належать двом різночасовим спорудам, збудованим у 11-12 століттях.

#### Двір «поза городом»
За думкою М. Ф. Берлинського Ольжин терем знаходився на північний схід від Десятинної церкви, а теремний двір простягався по краю гори до Трьохсвятительської церкви. Приблизно там же, між Андріївською та Трьохсвятельскою церквами розміщував теремний двір і М. О. Максимович. Між Володимирською вулицею та Трьохсвятильською церквою, в садибі Трубецького (Володимирська, 3), локалізував терем В. Б. Антонович. Згідно з П. О. Лашкарьовим теремний двір знаходився на Замковий горі, цю точку зору пізніше підтримав В. М. Зоценко та (частково) П. П. Толочко. М. І. Петров, двір «вне города» розміщував за Десятиною церквою над горою.
Княжий двір «поза городом» своєю чергою був ототожнюваний В. В. Хвойкою з фундаментами, які він знайшов у 1907 році на краю Старокиївської гори, на північний схід від вівтарної частини Десятинної церкви, що відповідає літописному опису розташування двору — «за святою Богородицею» (повна назва церкви — Святої Богородиці Десятинна). Якщо чоловою частиною церкви вважати західну, де був головний вхід, тоді фундаменти розкопані В. В. Хвойкою, будуть саме за «Богородицею». Але розкопки 1936 року під керівництвом Т. М. Мовчанівського датували цю споруду кінцем 10 — початком 11 століття. Таким чином, цю знахідку не можна вважати палацом часів Ольги.
Особливу думку щодо двору «поза городом» запропонував Л. Є. Махновець. За його версією, під святою Богородицею у літопису мається на увазі церква Успіння Богородиці. З цією останньою він ототожнює церкву, залишки якої було знайдені на розі Володимирської та Ірининської вулиць (частиною дослідників вважається Ірининською церквою). Відповідно, поблизу цієї церкви, і був, за думкою Махновця, «двір другий, теремний».

#### «Третій» двір
М. І. Петров вважав, що теремний двір (другий з тих, що були «вне города» за Петровим), існував на південь від Андріївської церкви, при чому між ним і сучасною церквою був двір во граде, В. А. Богусевич бачив теремний двір біля Трьохсвятительської церкви.
За думкою С. І. Климовського, третій двір з кам'яним теремом, було збудовано Ярополком Святославичем у 970-і роки під впливом своєї бабки, княгині Ольги, дружини-християнки та радників, які складали київську «християнську партію». Одночасно ним була побудована фортеця на Старокиївській горі, помилково (за Климовським) названа пізнішими істориками «містом Володимира». Віднесення літописом третього двору до 945 року, Климовський вважає своєю чергою помилкою літописця. Розташовувався цей гіпотетичний третій двір поблизу княжого терему на Уздихальниці, в кінці сучасної Десятинної вулиці, в місці з'єднання Уздихальниці зі Старокиївською горою . Пізніше на цьому місці розмістився двір деместіка. Володимир, вбивши Ярополка та посівши київський престол, знищив усі три двори (які нагадували йому про братовбивство) та переніс свою резиденцію у Берестове. Каміння з терему Ярополка пізніше використали для спорудження фундаментів Десятинної церкви.

## Двір Володимира
Згідно з літописами, Володимир сів на престол на теремному дворі, якій літописець називає «отчим» (тобто Святославовим), а помер на дворі у Берестовому. В той же час, навколо Десятинної церкви археологічно були знайдені рештки трьох палацових споруд доби Володимира (кінець 10 — початок 11 століть) — на північний схід, південний схід та південний захід від церкви. За С. І. Климовським Володимир постійно мешкав на дворі в Берестовому, а палаци біля Десятинної побудував для грецьких митрополитів і дружини Анни — візантійської принцеси.

## Двір у Берестовому

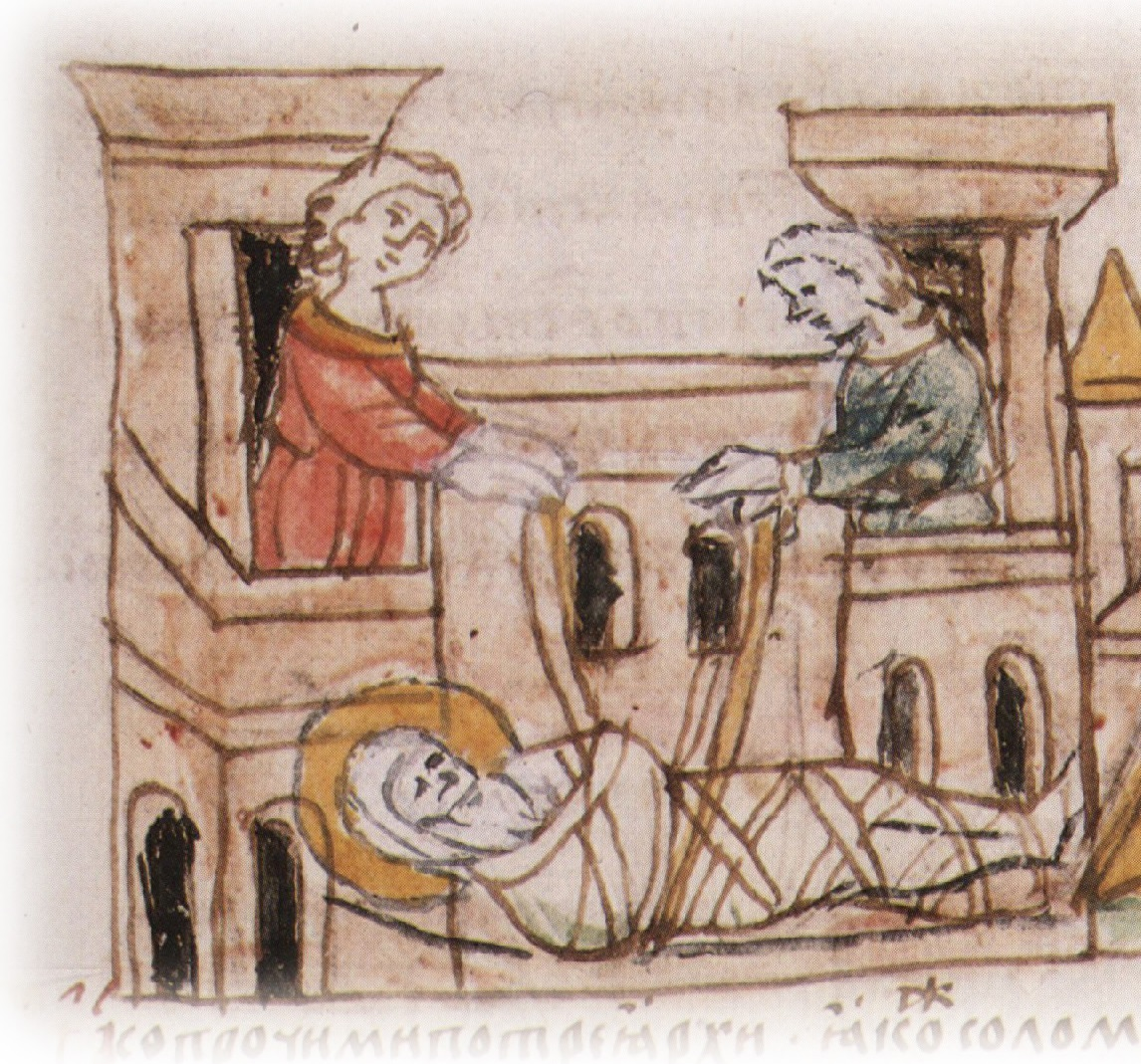
Тіло Володимира спускають з Берестовського палацу (мініатюра Радзивіллівського літопису).

Різні дослідники трактують цей двір або як заміську резиденцію, або ж як повноцінний княжий двір (М. К. Каргер, С. І. Климовський). За думкою Климовського, Берестове було місцем постійного мешкання Володимира і Ярослава, при чому воно було тісно пов'язано з Угорським з його колишнім двором Аскольда і Діра, виникнувши в якості посаду навколо нього.
Двір у Берестовому згаданий в Повісті временних літ як місце смерті князя Володимира в 1015 році. Під 980 роком Повість временних літ повідомляє про знаходження «на Берестовім» 200 наложниць Володимира (окрім 300 у Вишгороді і 300 у Білгороді), при чому Берестове названо «сільцем». Також літопис повідомляє про Ярослава, що він «любяще Берестовое». Сини Ярослава, Святослав і Всеволод, вигнавши 1073 з Києва свого брата Ізяслава (до цього усі три брата правили Руссю спільно), сели на стол (тобто на престол) в Берестовому, що красномовно показує цей двір в якості офіційної князівської резиденції. 1096 року двір в Берестовому був спалений половецьким ханом Боняком. Імовірно невдовзі він був відбудований, позаяк в 1113 році в ньому відбулась нарада Володимира Мономаха з його боярами.
Літописна розповідь про обставини смерті і поховання Володимира, дає доволі багато інформації про княжий палац у Берестовому. Тіло князя, розібравши частину стіни, спустили на землю вірьовками. Таким чином, палац мав, щонайменше, два поверхи, був дерев'яним або принаймні дерев'яним був другий поверх (що зрозуміло з фрази «межи клетьми проимавше помост»), а палати князя були на другому поверсі. Також двір мав власну церкву — Святих Апостолів, збудовану Володимиром або Ярославом. Пресвітером цієї церкви зокрема був Іларіон — згодом, за ініціативою Ярослава, руський митрополит. Імовірно саме в Берестовому зав'язались довірливі стосунки Іларіона та Ярослава.

## Великий Ярославів двір
В часи літописця (кінець 11 століття) замість колишніх дворів Ольги та Святослава існував вже інший князівський двір, який в 11 столітті в літописах зветься просто княжим двором (згадується два рази), а в 12 сторіччі фігурує під назвою Ярославів двір, іноді — Великий Ярославів двір (згадується чотири рази).
За різними версіями Ярославів двір знаходився біля Софійського собору, або біля Десятінної церкви, або біля церкви святого Василія (Трьохсвятительської), або на Андріївській горі. Зараз найбільш підтриманою версію є локалізація двору В. А. Богусевичем, згідно з якою він розташовувався в північно-східний частині «міста Володимира», від Василівської церкви на сході (входила в межи двору), до Десятинної церкви на заході (не входила в межи двору), вздовж парного боку сучасної Десятинної вулиці, на довжину 270—300 м. Впоперек він мав довжину приблизно 150 м, загальна площа — 4 га, при цьому площа всього міста Володимира складала близько 10 га. Так звана Київська ротонда (досліджена біля будинку № 3 по Володимирській вулиці) ймовірно також належала до споруд двору. На території колишнього двору у різні часи було знайдено кілька коштовних кладів. За думкою В. А. Богусевича Великий Ярославів двір являв собою розширений теремний двір Ольги і Володимира. Василівська церква на цьому дворі згадана під 1183 роком, у зв'язку з освяченням.

## Новий двір
В кінці 12 століття в літописі двічі згадується Новий двір: вперше під 1194 роком, у зв'язку з перебуванням в ньому Святослава Всеволодовича, вдруге під 1197 роком, у зв'язку з будівництвом Рюриком Ростиславичем на цьому дворі Василівської церкви. Короткість літописного повідомлення призвела до появи низки досить суперечливих версій щодо того, кто і коли побудував цей двір, і де він розташовувався.
М. В. Закревський вважав, що Новий двір являв собою перебудований біля 1194 року Великий Ярославів двір, який він тим самим заменив. М. І. Петров вважав, що Новий двір був побудований Святославом Всеволодовичем біля Великого Ярославового двору. Д. І. Іловайський розміщував Новий двір біля Кирилівського монастиря, його підтримав В. К. Щероцький, пізніше — П. П. Толочко й І. І. Мовчан. П. О. Раппопорт висунув версію, що Новий двір знаходився у Копиревому кінці (сучасний Кудрявець), на місце де зараз знаходиться Національна академія мистецтв України. До цієї гіпотези приєднався також Ю. С. Асєєв, який обґрунтував її імовірним розташуванням у цьому місці родового монастиря Ольговичів — Симоновського (гадая Новий двір також родовим для Ольговичів), та ототожнивши знайдені там же фундаменти церкви з Василівською церквою Нового двору. С. І. Климовський вважає, ще Новий двір був споруджений Ярославом Мудрим біля Софійського собору. До цього двору він відносить: фундаменти палацу 10-11 століття знайдені під будинком № 33 по Володимирській вулиці; залишки дерев'яної споруди знайдені 2001 року по вулиці Рейтарській, 4 (на думку Климовського — будівля гридниці); залишки мурів на південь від Софійського собору; фундаменти церкви на розі Володимирській та Ірининській вулиць (зазвичай вважається Ірининською церквою, за С. І. Климовським — Василівська церква Нового двору). За підрахунками С. І. Климовського довжина двору з заходу на схід складала близько 300 м, ширина, що найменше, 150 м, що дає у підсумку площу 4,5 га, тобто більше площі Великого Ярославового двору.

## Двір під Угорським
У 1146 році кияни цілували хрест (присягали на вірність) Ігорю Ольговичу в Угорському. Це опосередковано говорить про існування там княжого двору, який прямо згаданий вже під 1151 роком. В цей рік Ізяслав Мстиславич запросив В'ячеслава Володимировича бути своїм співправителем у Києві — при цьому Вячеслав сів у Великому дворі, а Ізяслав на дворі під Угорським. 1154 року Ростислав Мстиславич, новий співправитель Вячеслава, після смерті цього останнього в'їздить на Ярославів двір — вочевидь до цього він мешкав у дворі під Угорським. Під 1151 роком літопис також згадує якісь Угорські ворота — можливо вони були частиною фортифікацій Угорського. М. І. Петров висунув версію, що двір під Угорським знаходився десь на території, що її пізніше заняв Пустинно-Микільський монастир, але М. К. Каргер вважав це безпідставним.

## Двори-вотчини
Окрім дворів, що були офіційними резиденціями правлячих князів, в Києві також існували приватні двори окремих князівських родин (двори-вотчини, вотчинні двори), або двори князів, що не займали у цей період князівський престол. Такого роду двори перелічені нижче.
Мстиславів двір згадується літописом під 1147 роком — через 15 років після смерті його засновника Мстислава Володимировича. На той час в ньому мешкала вдова Мстислава — Любава Дмитрівна. Під час повстання 1146—1147 років, кияни схопили колишнього князя Ігоря Ольговича (на той час примусово постриженого у ченці Федорівського монастиря), та почали його бити. Володимир, брат правлячого князя Ізяслава Мстиславича та син Мстислава Володимировича, намагаючись врятувати брата Ігоря, вихопив його із натовпу та спробував сховати «во дворі матері своей», на Кожухових сінях. Розлючений натовп увірвався у двір, підсік сіні та схопивши Ігоря відтяг його на Бабин торжок, де він і був вбитий.
Мстиславів двір локалізується в садибі київського головного телеграфу (вулиця Володимирська, 10). Він розташовувався на захід від Федорівського монастиря (рештки собору монастиря віднайдені на Володимирській, 7-9), від якого його відділяла дорога, що йшла із Софійської брами на Великий Ярославів двір (приблизно по трасі сучасної Володимирської вулиці). Західна та південна межі двору окреслювались валами міста Володимира, північна межа позначалась палацом, що був головною спорудою двору, та рештки якого були знайдені в Десятинному провулку (відомий під умовною назвою Західний палац).

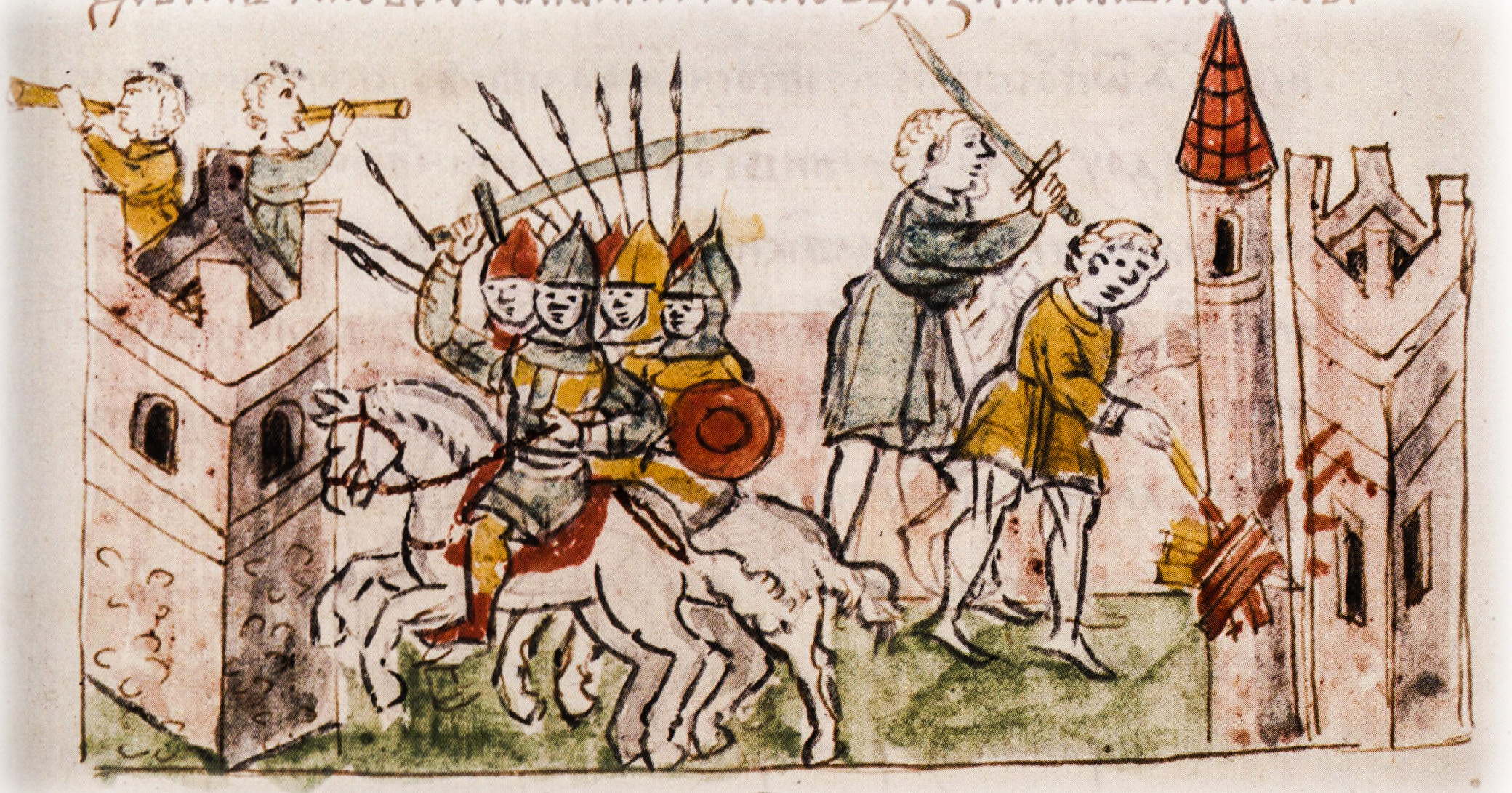
Напад Боняка на Київ у 1096 році, праворуч — половці палять Красний двір Всеволода(мініатюра Радзивіллівського літопису).

На Видубицькому пагорбі, над однойменним монастирем, знаходився Красний двір Всеволода Ярославича. За припущенням М. К. Каргера він був побудований ще до того, як Всеволод посів київський престол. Знайдені археологами розсипи плінфи, вказують на існування на території двору палацу Всеволода.
Юрій Долгорукий також мав в Києві Красний двір. Можливо, це був відбудований Красний двір Всеволода, або ж інший двір з такою ж назвою. Цей двір згадується у літопису під 1150 та 1158 роками. Окрім цього, Юрій також мав ще заміський двір за Дніпром, що мав назву «Рай» та імовірно ототожнюється з городищем на острові Муромець. Обидва двори були пограбовані повсталими киянами у 1158 році.
Якийсь княжий двір можливо знаходився на острові навпроти Видубицького монастиря. Цей острів ототожнюється з сучасною Нижнюю Теличкою, яка станом ще на середину 19 століття відділялась від правого берега рукавом Дніпра. За іншою версією, двір знаходився на острові Муромець, на якому у 1982 та 1990 роках було відкрито і досліджено давнє городище(те саме, яке також ототожнюється з «Раєм» Юрія Долгорукого). 1149 року Ізяслав Мстиславич, ставши попередньо на цьому острові, зустрівся там з Ростиславом. Можливо там же у 1240 році зупинився Михайло Всеволодович, що приїхав в Київ після його розорення монголами та «живяше под Киевом во Острове».

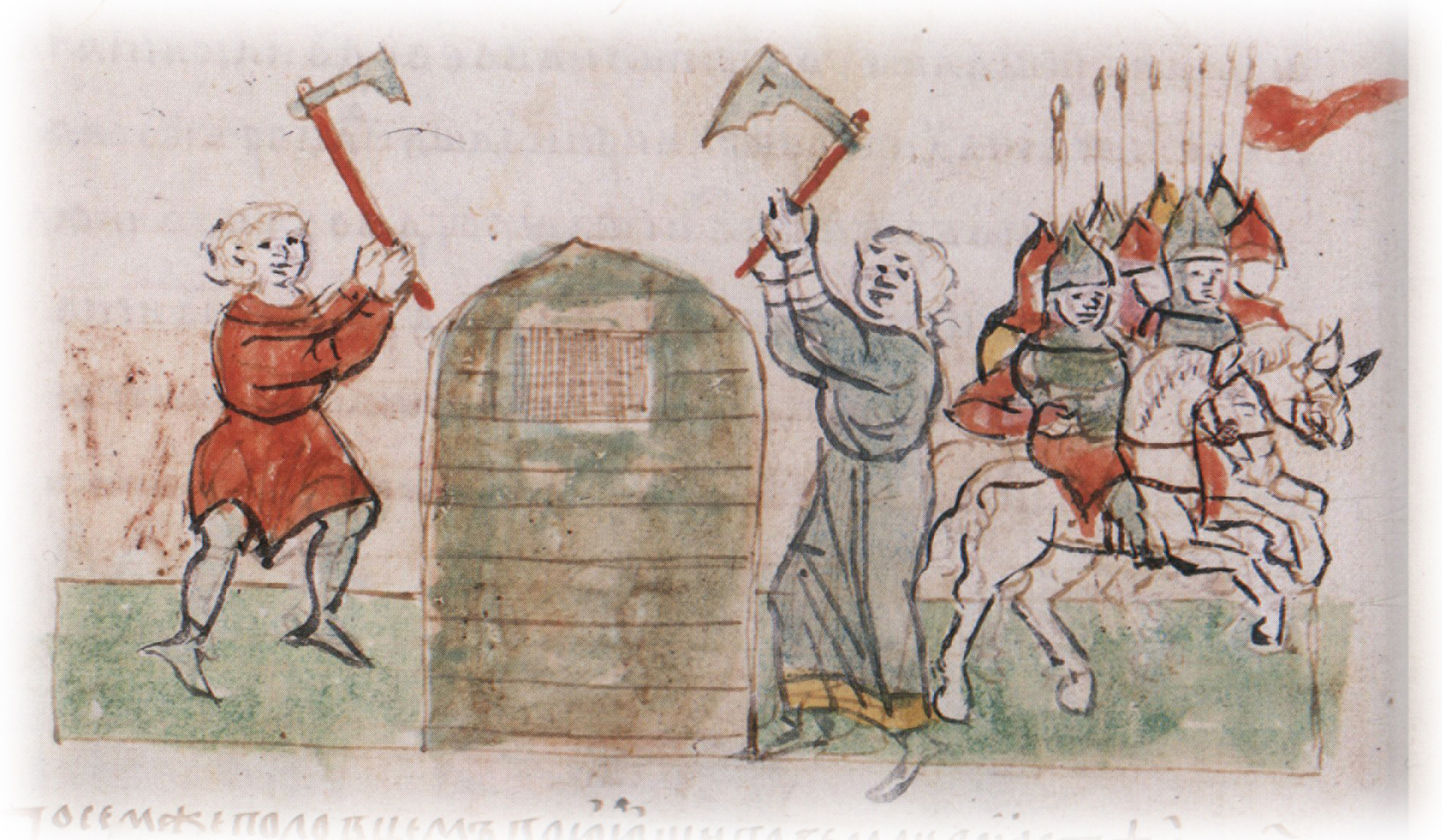
Киянє звільняють Всеслава Полоцького з порубу на Брячиславовім дворі (мініатюра Радзивіллівського літопису).

Згаданий літописом під 1068 роком Брячиславів двір, можливо належав полоцькому князю Брячиславу Ізяславичу, батьку Всеслава, що короткий час був київським князем. М. В. Закревський пише про це, лише як про припущення, а Д. С. Лихачов та Л. Є. Махновець вже впевнені в цьому. Згідно з Л. Є. Махновцем він знаходився у районі сучасного Рильського провулку та дворів вулиці Володимирської. Двір мав зокрема погреб та поруб, хоча можливо літописець мав на увазі одну й ту саму споруду, в який був замкнутий Всеслав, та звідки його визволили кияни, щоб посадити на київський престол.
Під 1150 роком літопис згадує, як Володимирко Галицький, переслідуючи київського князя Ізяслава, «ста у Киыва, у теремця». М. І. Петров вважав, що цей теремець являв собою князівський заміський двір. М. С. Грушевський локалізовував його на місці пізнішого хутора Теремки (зараз — однойменний житловий масив), Л. Є. Махновець же вважав Теремець селом, погоджуючись з його розміщенням у Теремках.
З огляду на те, що на Замковій горі час від часу знаходили рештки будівельних матеріалів давньоруської доби, не виключено, що там також були якісь князівські двори.